# Municipio de Union Grove (Minnesota)
El municipio de Union Grove (en inglés: Union Grove Township) es un municipio ubicado en el condado de Meeker en el estado estadounidense de Minnesota. En el año 2010 tenía una población de 633 habitantes y una densidad poblacional de 6,81 personas por km².

## Geografía
El municipio de Union Grove se encuentra ubicado en las coordenadas 45°16′59″N 94°41′36″O / 45.28306, -94.69333. Según la Oficina del Censo de los Estados Unidos, el municipio tiene una superficie total de 93.02 km², de la cual 90,59 km² corresponden a tierra firme y (2,61 %) 2,43 km² es agua.

## Demografía
Según el censo de 2010, había 633 personas residiendo en el municipio de Union Grove. La densidad de población era de 6,81 hab./km². De los 633 habitantes, el municipio de Union Grove estaba compuesto por el 98,58 % blancos, el 0,16 % eran isleños del Pacífico, el 0,32 % eran de otras razas y el 0,95 % eran de una mezcla de razas. Del total de la población el 1,42 % eran hispanos o latinos de cualquier raza.